# World Series of Poker 1974
1974 års World Series of Poker (WSOP) pokerturnering hölls vid Binion's Horseshoe.

## Inledande event
| Event                      | Vinnare                        | Pris (USD) | Tvåa  |
| -------------------------- | ------------------------------ | ---------- | ----- |
| $5 000 Five Card Stud      | Bill Boyd                      | $40 000    | Okänt |
| $1 000 Seven Card Razz     | Jimmy Casella                  | $25 000    | Okänt |
| $10 000 Seven Card Stud    | Jimmy Casella                  | $41 225    | Okänt |
| $1 000 No Limit Hold'em    | Thomas "Amarillo Slim" Preston | $11 100    | Okänt |
| $5 000 Deuce to Seven Draw | Brian "Sailor" Roberts         | $35 850    | Okänt |

## Main Event
16 stycken deltog i Main Event. Varje deltagare betalade $10 000 för att delta.

### Finalbordet
| Placering | Namn               | Pris     |
| --------- | ------------------ | -------- |
| 1         | Johnny Moss        | $160 000 |
| 2         | Crandell Addington | Inget    |
| 3         | Okänt              | Inget    |
| 4         | Okänt              | Inget    |
| 5         | Okänt              | Inget    |
| 6         | Okänt              | Inget    |